# Semplicemente... "io"
Semplicemente... "io" è un album della cantante Viola Valentino del 2015, prodotto e distribuito attraverso il fan club in formato CD e successivamente uscito su iTunes in formato digitale. Contiene il brano inedito Quando scritto da Dario Gay oltre a remix e nuove versioni di vecchi successi dell'artista.

## Tracce
1. Che caldo fa (Angelosanti, Morettini) (remix)
2. Demain est un jour nouveau (Gallo)
3. Sola (Spampinato, Fabrizio)
4. Acqua (G. Di Michele)
5. Dimenticare mai (Feat. Virgo) (Mignogna, Germanelli)
6. Le prove di un addio (Gallo, Santonocito, Rosati)
7. Dea (Parlato, Borghi, V. Valentino)
8. La mia storia tra le dita (G. Grignani)
9. Comprami (Minellono, Brioschi)
10. Quando (D. Gay) (inedito)
11. Stronza (Germanelli, Mignogna)
12. Albachiara (V. Rossi)
13. Mañana es otro dìa (Gallo)
14. Romantici (Fabrizio, Morra)
15. Lungometraggio (Matta, Gallo, Rosati)
16. Comprami 2015 (Feat. Lallo) (Minellono, Brioschi)
17. L'unica donna (Germanelli, Mignogna)
18. Dimmi Dammi Dimmi (Feat. Bus) (C. Malgioglio)